# Dieser Mann gehört mir
Dieser Mann gehört mir ist eine deutsche Filmkomödie von 1950 unter der Regie von Paul Verhoeven. Die Hauptrollen in dieser Dreiecksgeschichte sind mit Winnie Markus, Gustav Fröhlich und Heidemarie Hatheyer besetzt.  Gretl Schörg ist in einer tragenden Rolle zu sehen.

## Handlung
Gretel Fänger erinnert sich zurück, wie alles begann, damals in dem kleinen Dorf Hunzen. Dr. Wilhelm Löhnefink war dorthin als Arzt versetzt worden. Die Witwe Fita Busse, bei der er zur Miete wohnte, kümmerte sich um ihn, allerdings nicht ganz selbstlos. Sie hatte ein Auge auf ihn geworfen. Als er eines Nachts ziemlich angetrunken in seinem Bett landete, konnte er sich am nächsten Morgen nicht mehr daran erinnert, wie er dort überhaupt hingekommen war. Als er dann auch noch eine Haarnadel auf seinem Kopfkissen fand, befürchtete er, dass er sich mit Fita Busse eingelassen habe. Sein Freund, der Apotheker Paul Fänger, der Fita Busse nicht für die richtige Frau an Löhnefinks Seite hielt, beschloss daraufhin, dass Wilhelm heiraten müsse, um weiteren Nachstellungen von Fita zu entgehen. Da seine Nichte Gretel Fänger in einem Heiratsinstitut arbeitete, wandte er sich hilfesuchend an sie.
Gerade als Gretel dabei war, ihre Freundin, die Barfrau Rita Andersen, wieder aufzurichten, deren Freund, der Boxer Walter Welling, heiraten wollte, wie sie der Zeitung entnommen hatte, allerdings nicht sie, trafen der Apotheker und Wilhelm, dem er vorgegaukelt hatte, dass sie gemeinsam ein Konzert besuchen würden, im Heiratsinstitut ein. Löhnefink bekam jedoch schnell mit, was dort lief, und verärgerte diverse der Frauen mit wenig charmanten Äußerungen. Gerade als er gehen wollte, erblickte er die sehr reizvolle Rita und war hingerissen. Diese Frau wollte er um jeden Preis kennenlernen. Nach einem ersten Missverständnis lief es zwischen beiden ganz ausgezeichnet. Vor allem Wilhelm hatte sich sofort verliebt. Dann jedoch tauchte Welling auf, um Rita zu sagen, dass mit der Frau, die er heiraten wolle, natürlich sie gemeint gewesen sei. Was Rita glücklich machte, bedeutete für Löhnefink eine herbe Enttäuschung. Gretel Fänger indes wurde von ihrer Chefin entlassen, da sie ihr vorwarf, für das Kuddelmuddel während des Konzerts in ihrem Institut verantwortlich zu sein. Da Gretel inzwischen mehr für Löhnefink empfand, kam ihr das Angebot ihres Onkels, erst einmal mit nach Hunzen zu kommen, gerade recht. In der Folgezeit kam es zwischen der Witwe Busse und Gretel Fänger zu erbitterten Auseinandersetzungen, deren tieferer Grund darin lag, dass beide Löhnefink für sich gewinnen wollten. Fita kündigte dem Doktor nicht nur das Mietverhältnis, sondern versuchte auf jede Art und Weise ihm und vor allem Gretel das Leben schwer zu machen in der Hoffnung, dass diese sich zurückziehen werde. Die Frauen gingen sogar so weit, dass sie sich körperlich angriffen, was derart ausartete, dass sie von Löhnefink und Fänger gewaltsam getrennt werden mussten.
Durch Löhnefinks Gutmütigkeit seinen Patienten gegenüber, hatte er zwar jede Menge Außenstände, aber kaum Einnahmen. Gretel beschloss, dass sich das ändern müsse, und setzte ihr Vorhaben auch sogleich in die Tat um. Da sie sonst nicht so recht vorankam, beschloss sie außerdem, Wilhelms Eifersucht zu wecken. Gerade als sich beide näherkamen, erschien der Naturheilkundler Karl Dewoka, der angeblich ärztliche Hilfe brauchte, und wirbelte gewaltig Staub auf. Dass Fita mit dem Mann gemeinsame Sache machte, um dem Doktor eins auszuwischen, konnte da noch niemand ahnen. Schnell machte im Dorf die Runde, dass er die angeblich gelähmte Fita geheilt habe, obwohl das ein abgekartetes Spiel zwischen beiden war. Die Patienten rissen sich daraufhin darum, von ihm behandelt zu werden, bei Löhnefink hingegen blieb das Wartezimmer leer. Gretel entschloss sich daraufhin einzugreifen. Sie spielte Dewoka vor, an ihm interessiert zu sein, während der Apotheker und Löhnefink unter dem Bett Position bezogen und mithören konnten, wie er zugab, ein arbeitsloser Schauspieler zu sein, der den Leuten nur etwas vormache. Als das Bett zusammenkrachte, kam es in der Folge zu einer wilden Schlägerei, bei der bald nahezu alle Männer des Dorfes mitmachten. Karl Dewoka trat den Rückzug an und Wilhelm versicherte Gretel, dass sie ein Prachtmädel sei. Es dauerte nicht lange und beide heirateten.
Ein Jahr ist vergangen, als Gretel dies alles ihrem Tagebuch entnimmt. Und noch etwas hat sich geändert, nicht nur Wilhelm gehört ihr, auch ein kleiner Junge wurde dem Paar geboren. „Und du gehörst ebenfalls mir“, meint sie glücklich, als sie ihr Kind in die Arme schließt.

## Produktionsnotizen und Hintergrund
Arbeitstitel des 1949 gedrehten Films war Guten Morgen, Frau Doktor! Produktionsfirma war die Junge Film-Union Rolf Meyer (Hamburg). Als Atelier diente das Studio Hamburg-Bendestorf, die Außenaufnahmen entstanden in Hamburg und Umgebung.
Die Filmbauten schuf Erich Grave, Helmuth Volmer hatte die Produktionsleitung. Dieser Mann gehört mir wurde am 15. Februar 1950 unter der Nummer 00941 einer FSK-Prüfung unterzogen und ab 16 Jahren mit dem Zusatz „nicht feiertagsfrei“ freigegeben. Die Uraufführung des Films erfolgte am 14. März 1950 im Kiki in Berlin.
Die Einspielergebnisse diverser Filme, die 1950 ins Kino kamen, blieben hinter den Erwartungen zurück. Auch Dieser Mann gehört mir gehörte dazu. Am 4. Juni 1951 klagten die Hamburger Finanzierungsgesellschaft und der National-Verleih (Fifi-National) gegen die Junge Film-Union auf Rückzahlung eines 837.658,33 DM-Teilkredites für Dieser Mann gehört mir und den Film Die wunderschöne Galathee. Nach Ansicht Rolf Meyers hätten die Filme mehr als sich tragen müssen, auch wenn er zugeben müsse, dass „ausgesprochene Sensationen bedauerlicherweise nicht geglückt“ seien. Jedoch würden die Filme dem Durchschnitt der deutschen Produktion entsprechen oder sogar darüber liegen. Ein Versagerfilm, der mit „durchgezogen“ werden müsse, sei nicht dabei. Die Junge Film-Union sah einen Grund des Misserfolgs darin, dass der branchenfremde Verleiher die Filme nicht richtig ausgewertet habe. Ein weiterer Grund sei wohl, dass ein Film den nächsten jage, was einem Überangebot gleichkomme.

## Kritik
Das Lexikon des internationalen Films war von dem Film nicht überzeugt und urteilte: „Der Kampf zweier Frauen um einen Mann – mit den Mitteln eines anspruchslosen Lustspiels ausgetragen. Konventionelle leichte Unterhaltung.“
Cinema meinte, „diese Dreiecksgeschichte, ein Topos, [sei] (beinahe) so alt wie die Dichtkunst selbst. Paul Verhoeven versuch[e] sich auch nicht unbedingt daran, der Konstellation neues Potenzial abzugewinnen, sondern konzentrier[e] sich auf die komischen Aspekte des Kampfes von zwei Frauen um denselben Mann.“ Der Film serviere, „ohne den emotionalen Gehalt oder gar die Tragik dieses Konflikts voll auszuschöpfen, leicht konsumierbare Unterhaltungshäppchen“. Es handele sich um „ein typisches Produkt der fün(f)ziger Jahre, konventionell in Inszenierung und Darstellung“.